# Ingela Strömblad
Ingela Strömblad, senare Ingela Steno, född 23 oktober 1928 i Göteborgs Annedals församling, död 24 oktober 2014 i Tynnereds församling, Göteborg, var en svensk reklamtecknare och grafiker.
Hon var dotter till Sture Strömblad och Ella Margareta Svenblad och fram till 1972 gift med Ulf Steno. Vid sidan av sitt arbete som reklamtecknare var hon verksam som grafiker och utförde grafiska blad med motiv från Göteborgstrakten. Strömblad är representerad vid Göteborgs historiska museum med teckningar.